# Orthomnion elimbatum
Orthomnion elimbatum là một loài Rêu trong họ Mniaceae. Loài này được (Nog.) T.J. Kop. mô tả khoa học đầu tiên năm 1980.